# Cheilanthes nitida
Cheilanthes nitida là một loài dương xỉ trong họ Pteridaceae. Loài này được P.S. Green mô tả khoa học đầu tiên.
Danh pháp khoa học của loài này chưa được làm sáng tỏ. 